# Sakaguchia
Sakaguchia är ett släkte av svampar. Sakaguchia ingår i klassen Cystobasidiomycetes, divisionen basidiesvampar och riket svampar.
|            | Naohideales                             |
|            |                                         |
|            | Erythrobasidiales                       |
|            |                                         |
|            | Cystobasidiales                         |
|            |                                         |
| Sakaguchia | \| \| Sakaguchia dacryoidea \| \| \| \| |
|            | \| \| Sakaguchia dacryoidea \| \| \| \| |
|            | Cyrenella                               |
|            |                                         |
|            | Sakaguchia dacryoidea                   |
|            |                                         |

|  | Sakaguchia dacryoidea |
|  |                       |